# Goma (substància)

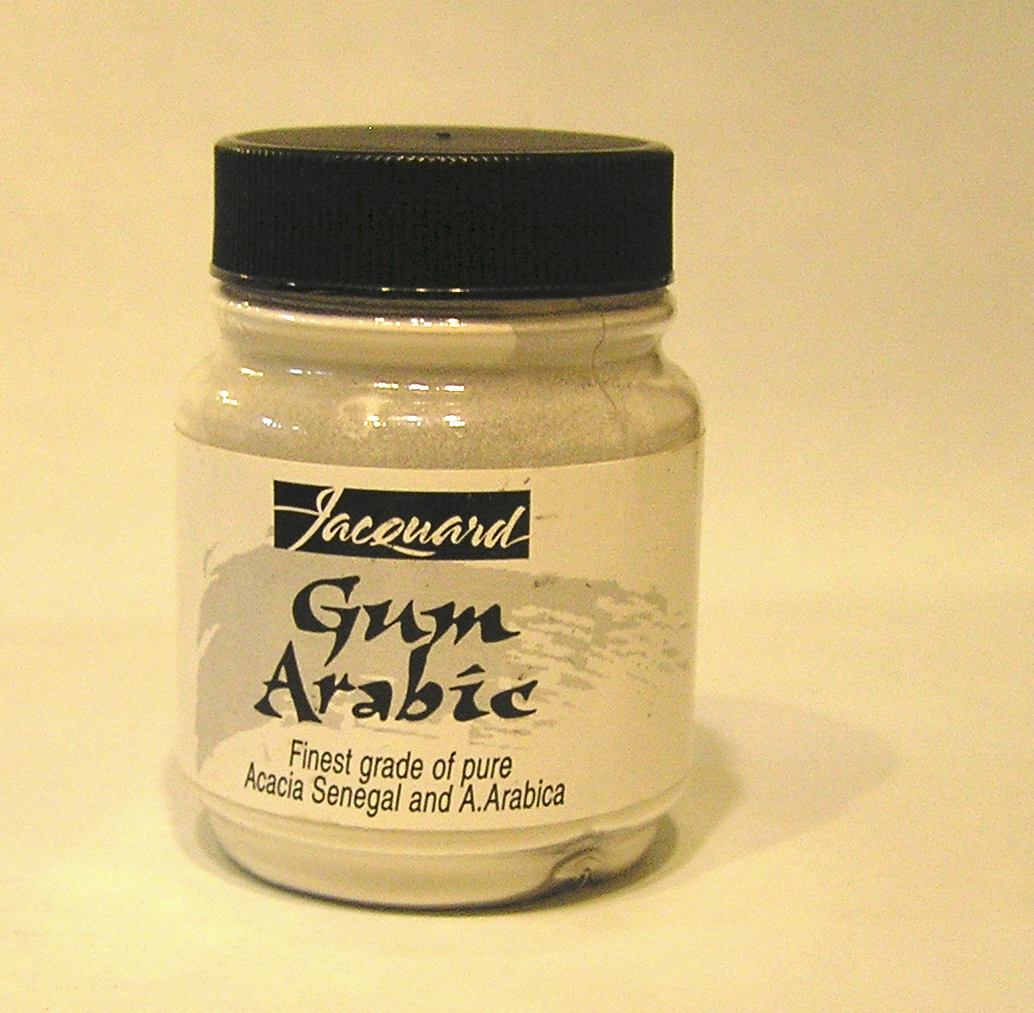
Goma aràbiga

La goma natural o goma vegetal és una substància adhesiva produïda per cèl·lules especialitzades dins dels teixits vegetals de certes plantes. Es fan servir com additius alimentaris.
Les gomes naturals són polisacàrids capaços de causar un gran increment de la viscositat dins una solució, fins i tot a petites concentracions.
Normalment les gomes naturals són substàncies glucídiques i resinoses i són produïdes per espècies vegetals llenyoses, sobretot les típiques de les zones desèrtiques o semiàrides.
Generalment les gomes naturals no es troben preformades a la planta, sinó que es secreten com a mecanisme de protecció dins dels teixits de la planta. Així la secreció de goma impedeix als insectes i els fongs tota temptativa d'intrusió dins de l'arbre i facilita el procés de cicatrització de l'escorça.
Les gomes barrejades amb aigua tenen poder adherent. Algunes s'utilitzen en farmàcia, com la goma Karaya. D'altres, com la goma aràbiga tenen aplicacions domèstiques i industrials.

## Classificació
Les gomes naturals es poden classificar segons el seu origen. També es poden classificar com sense càrrega elèctrica o polímers iònics. Els exemples inclouen el codi E en el cas d'additius alimentaris:
- Gomes naturals obtingudes d'algues marines
  - Polielectròlits: 
    - agar-agar (E406);
    - Àcid algínic (E400) i alginat de sodi (E401);
    - Carrageenan (E407);
- Gomes naturals obtingudes de vegetals no marins: 
  - Polielectròlits:
    - Goma aràbiga (E414), de la saba d'arbres del gènere Acacia
    - Goma ghatti, de la saba d'Anogeissus
    - Goma tragacant (E413), de la saba d'Astragalus
    - Goma karaya (E416), de la saba de Sterculia

  - Sense càrrega:
    - goma guar (E412), de les llavors de guar
    - Goma de garrofer (E410), de les llavors del garrofer
    - Beta-glucà, del segó de civada o d'ordi
    - Goma de xiclet, obtinguda de l'arbre del xiclet
    - Goma dammar, de la saba de la família Dipterocarpaceae
    - Glucomannà (E425), de la planta konjac
    - Goma màstic, del llentiscle
    - Goma de plantatge, de plantes del gènere Plantago
    - Goma d'avet, obtinguda pels amerindis de l'avet
    - Goma tara (E417), de les llavors de tara

- Gomes naturals produïdes per fermentació bacteriana:
  - Polielectròlits:
    - Goma gellan (E418)

  - Sense càrrega:
    - Goma xantana (E415)